# آکیله اولیواری
آکیله اولیواری (ایتالیایی: Achille Olivari؛ زادهٔ ۳۰ آوریل ۱۸۹۴ - درگذشته نامشخص) بازیکن واترپلو اهل ایتالیا بود. وی در بازی‌های المپیک تابستانی ۱۹۲۰ شرکت کرده‌است.